# Navajo (Sprache)
Navajo bzw. Navaho ist die am weitesten verbreitete und meistgesprochene der insgesamt sieben Apache-Sprachen bzw. Südlichen Athapaskischen Sprachen. Sie gehört daher zu den drei großen regionalen Sprachgruppen der Athapaskischen Sprachfamilie und zusammen mit dem Tlingit zu den sogenannten Na-Dené-Sprachen. Sie wird im Südwesten der Vereinigten Staaten, hauptsächlich in Arizona, New Mexico, Utah und Colorado von den Navajo (Diné / Naabeehó) gesprochen. Diese bezeichnen ihre Sprache meist jedoch als Diné bizaad oder Naabeehó bizaad – „Sprache des Volkes“, auch: Dinék'ehjí.
Das Navajo hat ca. 170.000 Muttersprachler, und die Zahl steigt sogar. Damit ist Navajo die größte indigene amerikanische Sprache nördlich der Grenze zwischen den USA und Mexiko. Doch auch bei den Navajo gibt es immer mehr Kinder, die nur Englisch sprechen: Der Anteil rein englischsprachiger Kinder zwischen 5 und 17 Jahren nahm zwischen 1980 und 2000 von 11,8 auf 48,7 Prozent zu. Navajo gilt als gefährdete Sprache.
Navajo ist für den Nicht-Muttersprachler derart komplex, dass die US-Streitkräfte im Zweiten Weltkrieg im Pazifik mit großem Erfolg Navajo-Indianer als Übermittler von Botschaften einsetzen konnten (Navajo-Code-Sprecher). Zum einen entzog sich diese Sprache aufgrund ihrer Komplexität allen logisch-mathematisch arbeitenden Dechiffrierungsansätzen, andererseits war diese Art der Codierung der konventionellen chiffrierten Kommunikation weitaus überlegen, da sie wesentlich schneller und einfacher – weil über direkten Sprachkontakt – funktionierte.

## Phonologie

### Vokale
Navajo hat vier Vokale: a, e, i und o, die kurz, lang oder auch nasal auftreten können:
- kurz, z. B. a und e,
- lang, z. B. aa und ee,
- nasal, z. B. ą und ęę,

zusätzlich gibt es vier Töne:
- hoch, z. B. áá und éé,
- tief, z. B. aa und ee,
- steigend, z. B. aá und eé oder
- fallend, z. B. áa und ée.

Töne, Länge und Nasalität sind frei miteinander kombinierbar, z. B. ą́ą́ (lang, nasal, hoch).

### Konsonanten
Die Konsonanten des Navajo in seiner normalen Orthographie lauten wie folgt (mit IPA-Notation in Klammern):
|               |                 | Bilabial | Alveolar | Alveolar     | Palatal  | Velar   | Velar    | Glottal |
| ------------- | --------------- | -------- | -------- | ------------ | -------- | ------- | -------- | ------- |
| zentral       | lateral         | Bilabial | einfach  | labialisiert | Palatal  |         |          | Glottal |
| Plosive       | nicht aspiriert | b [p]    | d [t]    |              |          | g [k]   |          |         |
| Plosive       | aspiriert       |          | t [tʰ]   |              |          | k [kʰ]  |          |         |
| Plosive       | ejektiv         |          | t' [t’]  |              |          | k' [k’] |          | ' [ʔ]   |
| Affrikaten    | nicht aspiriert |          | dz [ʦ]   | dl [tɬ]      | j [ʧ]    |         |          |         |
| Affrikaten    | aspiriert       |          | ts [ʦʰ]  | tł [tɬʰ]     | ch [ʧʰ]  |         |          |         |
| Affrikaten    | ejektiv         |          | ts' [ʦ’] | tł' [tɬ’]    | ch' [ʧ’] |         |          |         |
| Frikative     | stimmlos        |          | s [s]    | ł [ɬ]        | sh [ʃ]   | h [x]   | hw [xʷ]  | h [h]   |
| Frikative     | stimmhaft       |          | z [z]    | l [l]        | zh [ʒ]   | gh [ɣ]  | ghw [ɣʷ] |         |
| Nasale        |                 | m [m]    | n [n]    |              |          |         |          |         |
| Approximanten |                 | w [w]    |          |              | y [j]    |         |          |         |

Der Lateral /l/ ist eigentlich ein stimmhafter lateraler Approximant. /ł/ wird hingegen als stimmloser Frikativ realisiert. Dieser Kontrast ist häufig anzutreffen, da ein tatsächlich stimmloser Approximant [l̥] schwerer wahrzunehmen ist. Andere Athapasken-Sprachen, insbesondere Hän, haben hingegen den Kontrast von stimmhaften und stimmlosen lateralen Frikativen.
Wie die meisten indigenen amerikanischen Sprachen des Nordwestens ist Navajo arm an labialen Konsonanten.

## Grammatik
Typologisch ist Navajo eine agglutinierende Sprache, jedoch mit starken phonotaktischen Prozessen bei der sehr komplexen Morphologie des Verbs. Die Wortstellung ist üblicherweise SOV (Subjekt – Objekt – Verb). Obwohl bei dieser Satzstellung typologisch eher Suffixe zu erwarten wären, modifiziert Navajo hauptsächlich über Präfixe.
Navajo hat ungewöhnlich viele Verben, aber kaum Substantive. Daneben gibt es u. a. noch Pronomina, Klitika, Demonstrativpronomina, Numerale, Postpositionen, Adverbien und Konjunktionen, die Harry Hoijer unter der Wortart Partikeln zusammenfasst. Es gibt keine den deutschen Adjektiven entsprechende Wortart, die adjektivische Funktion wird stattdessen von Verben übernommen.

### Substantive
Viele Konzepte, die in anderen Sprachen durch Substantive repräsentiert werden, finden sich im Navajo als Verben. Nominalphrasen sind im Navajo nicht notwendiger Bestandteil der syntaktischen Struktur und tragen keine Kasus-Markierung.

### Verben
Die enorm komplexen Verben sind das zentrale Element des Navajo. Einige in anderen Sprachen durch Substantive ausgedrückte Bedeutungen werden im Navajo durch Verben wiedergegeben. Beispiele hierfür sind u. a. Hoozdo „Phoenix, Arizona“ (wörtl. „der Ort ist heiß“) oder ch'é'étiin „Eingang“ (wörtl. „etwas hat einen ebenen Pfad nach draußen“). Viele Komposita sind von nominalisierten Verben abgeleitet, wie zum Beispiel ná'oolkiłí „Uhr“ (wörtl. „eines, das sich langsam im Kreis bewegt“) und chidí naa'na'í bee'eldǫǫhtsoh bikáá' dah naaznilígíí „Panzer“ (wörtl. „ein Wagen, auf dem sie über dem, das sich kriechend umherbewegt, sitzen mit einem großen Ding, das eine Explosion verursacht“).
Das Verb kann in verschiedene Einzelsegmente unterteilt werden. Sie bestehen aus einem abstrakten Stamm, dem verschiedene Präfixe in einer festgelegten Reihenfolge vorangestellt werden. Der Stamm bildet zusammen mit einem Klassifikationspräfix das Thema des Verbs. Das Thema wird dann mit einem oder mehreren Derivations-Präfixen verbunden und bildet so die Basis des Verbs. Schließlich werden Flexions-Präfixe an die Basis angefügt (die Young und Morgan „paradigmatische Präfixe“ nennen) und bilden so ein vollständiges Navajo-Verb.

#### Verbschema
Die Präfixe des Navajo werden, abhängig von der Art des Präfixes, in einer festgelegten Reihenfolge mit dem Verb verbunden. Diese Art der Morphologie wird als Positionsklassenschema („position class template“) bezeichnet. Unten angefügt ist eine Tabelle des Verbschemas des Navajo, wie sie von Young und Morgan 1987 aufgestellt wurde. Nicht jede mögliche Position muss mit einem Präfix besetzt werden, so dass die meisten Verben des Navajo in Wirklichkeit weniger komplex sind, als das Schema es vermuten lassen würde.
Das Verb besteht aus drei Hauptbestandteilen:
| disjunkte Präfixe | konjunkte Präfixe | Stamm |

Diese drei Teile können in elf Positionen unterteilt werden, von denen einige wiederum weiter unterteilt werden können:
| disjunkte Präfixe       | disjunkte Präfixe | disjunkte Präfixe    | disjunkte Präfixe | disjunkte Präfixe | konjunkte Präfixe | konjunkte Präfixe | konjunkte Präfixe    | konjunkte Präfixe | konjunkte Präfixe | konjunkte Präfixe | Stamm |
| ----------------------- | ----------------- | -------------------- | ----------------- | ----------------- | ----------------- | ----------------- | -------------------- | ----------------- | ----------------- | ----------------- | ----- |
| 0                       | 1a                | 1b                   | 2                 | 3                 | 4                 | 5                 | 6                    | 7                 | 8                 | 9                 | 10    |
| postpositionales Objekt | Postposition      | adverbial-thematisch | iterativ          | Plural            | direktes Objekt   | Deixis            | adverbial-thematisch | Modus-Aspekt      | Subjekt           | Klassifikator     | Stamm |

Zwar stehen die Präfixe für gewöhnlich an einer bestimmten Position, aber einige Präfixe können die Reihenfolge durch Metathese ändern. So steht das Präfix a- (3i Objektpronomen) gewöhnlich vor di-, wie z. B. in:
adisbąąs „Ich beginne, ein berädertes Fahrzeug zu fahren“ [ < ’a- + di- + sh- + ł + -bąąs].
Wenn aber ’a- mit den Präfixen di- und ni- zusammentrifft, tauscht das ’a- durch Metathese seine Position mit dem di-, woraus die Reihenfolge di- + ’a- + ni- resultiert. So heißt es korrekt:
di’nisbąąs „Ich bin dabei, ein Fahrzeug (irgendwohin) zu fahren und steckenzubleiben“ [ < di-’a-ni-sh-ł-bąąs < ’a- + di- + ni- + sh- + ł + -bąąs] (Anmerkung: ’a- wird hier reduziert zu ’-.).
Anstelle der zu erwartenden Formulierung:
adinisbąąs (’a-di-ni-sh-ł-bąąs).

#### Klassifizierende Verben
Navajo hat Verbstämme, die ein Objekt aufgrund seiner Form oder anderer physikalischer Charakteristika und darüber hinaus auch die Bewegung oder den Zustand des Objektes klassifizieren. Diese Verbstämme werden als klassifizierende Verbstämme bezeichnet und üblicherweise mit einem englischen Akronym benannt. Es gibt elf primäre klassifizierende Verbstämme für von Hand bewegte Objekte, die hier im perfektiven Modus aufgelistet sind:
| Klassifikator + Stamm | Bezeichnung | Vollständige Bezeichnung (englisch) | Erläuterung                      | Beispiele                                                   |
| --------------------- | ----------- | ----------------------------------- | -------------------------------- | ----------------------------------------------------------- |
| -'ą́                   | SRO         | Solid Roundish Object               | fester, rundlicher Gegenstand    | Flasche, Ball, Stiefel, Schachtel etc.                      |
| -yį́                   | LPB         | Load, Pack, Burden                  | Ladung, Gepäck, Last             | Rucksack, Bündel, Sack, Sattel etc.                         |
| -ł-jool               | NCM         | Non-Compact Matter                  | flüchtige Stoffe                 | Grashaufen, Wolke, Nebel etc.                               |
| -lá                   | SFO         | Slender Flexible Object             | schmaler, biegsamer Gegenstand   | Seil, Handschuhe, Socken, Röstzwiebeln etc.                 |
| -tą́                   | SSO         | Slender Stiff Object                | schmaler, unbiegsamer Gegenstand | Pfeil, Armreif, Pfanne, Säge etc.                           |
| -ł-tsooz              | FFO         | Flat Flexible Object                | flacher, biegsamer Gegenstand    | Decke, Mantel, Beutel etc.                                  |
| -tłéé'                | MM          | Mushy Matter                        | weiche Stoffe                    | Eiskrem, Schlamm, bewusstlos zusammengebrochene Person etc. |
| -nil                  | PLO1        | Plural Objects 1                    | Objekte in Mehrzahl 1            | Eier, Bälle, Tiere, Münzen etc.                             |
| -jaa'                 | PLO2        | Plural Objects 2                    | Objekte in Mehrzahl 2            | Murmeln, Samen, Zucker, Käfer etc.                          |
| -ką́                   | OC          | Open Container                      | offener Behälter                 | ein Glas Milch, ein Löffel Essen, eine Handvoll Mehl etc.   |
| -ł-tį́                 | ANO         | Animate Object                      | lebendiges Objekt                | Mikrobe, Person, Leiche, Puppe etc.                         |

Aufgrund dieser Klassifikationen hat Navajo kein einzelnes Verb, das generell dem deutschen Wort geben entspricht. Abhängig von der Einstufung des gegebenen Objektes gibt es im Navajo elf verschiedene Verben, die dem deutschen Verb geben entsprechen. Um etwa den deutschen Satz Gib mir etwas Heu auszudrücken, muss das Verb níłjool (NCM) benutzt werden. Im Satz Gib mir eine Zigarette wird geben hingegen mit dem Verb nítįįh (SSO) wiedergegeben.
Zusätzlich zu der Definition der physikalischen Eigenschaften eines Objekts, können klassifizierende Verbstämme außerdem zwischen Objekten in verschiedenartigen Bewegungen unterscheiden. Hierfür können die Stämme in drei verschiedene Kategorien eingeteilt werden:
1. von Hand bewegt
2. angetrieben
3. freier Flug

von Hand bewegt beinhaltet z. B. tragen, herablassen und wegnehmen, angetrieben  werfen, fallenlassen, schleudern etc. und freier Flug u. a. herabfallen und fliegen.
Die Kategorie SRO beispielsweise hat folgende Stämme:
1. -’ą́ (ein rundes Objekt) von Hand bewegen,
2. -ne’ (ein rundes Objekt) werfen, und
3. -l-ts’id (ein rundes Objekt) bewegt sich unbeeinflusst.

#### yi-/bi-Wechsel (Belebtheit)
Wie in den meisten athapaskischen Sprachen markiert auch die Grammatik des Navajo verschiedene Grade der Belebtheit.
Je nach ihrer Einordnung in diese Belebtheitshierarchie erfordern bestimmte Substantive dabei spezifische Verbformen (vgl. Young und Morgan 1987: 65–66). Den höchsten Grad der Belebtheit nehmen dabei menschliche Wesen ein, den niedrigsten Abstraktionen:
Mensch → Kind/großes Tier → Tier mittlerer Größe → kleines Tier → Naturkräfte → Abstraktion
Im Allgemeinen steht das Substantiv mit dem höheren Belebtheitsgrad im Satz vor dem mit niederem Grad. Haben beide Substantive denselben Belebtheitsgrad, ist die Reihenfolge frei.
Dieses Phänomen wurde zuerst von Kenneth Hale (1973) aufgezeichnet.

## Rezeption
In dem Kriegsfilm Windtalkers geht es um Navajo-Muttersprachler, die es wegen ihrer Übersetzungsfähigkeiten vor den Japanern zu schützen galt. Der Begriff Windtalkers leitet sich zwar von der Bezeichnung der Navajo für die Funktechnik ab und bedeutet „die mit dem Wind sprechen“; jedoch wurden die im Nachrichtendienst eingesetzten Sprecher nicht derartig bezeichnet, sondern schlicht und einfach als Navajo Code Talkers.
Im phantasievollen Roman Herr Adamson von Urs Widmer interessiert sich bereits der achtjährige Ich-Erzähler für die Navajos. Als Erwachsener versucht er dann deren Sprache zu lernen und kann sie dann unter besonderen Umständen bei den Navajos auch anwenden.

## Bibliographie

### Unterrichtsmaterialien
- Robert W. Blair, Leon Simmons, Gary Witherspoon: Navaho Basic Course. BYU Printing Services, 1969.
- Irvy W. Goossen: Navajo made easier: A course in conversational Navajo. Northland Press, Flagstaff, AZ 1967.
- Irvy W. Goossen: Diné bizaad: Speak, read, write Navajo. Salina Bookshelf, Flagstaff, AZ 1995, ISBN 0-9644189-1-6.
- Irvy W. Goossen; Diné bizaad: Sprechen, Lesen und Schreiben Sie Navajo. Salina Bookshelf, Flagstaff, AZ 1997. (Übersetzt von P. B. Loder)
- Berard Haile: Learning Navaho. Bände 1–4. St. Michael’s Mission, St. Michaels, AZ 1941–1948.
- Stephen Mack: Es musste getan werden. Die Navajo Code Sprecher erinnern sich an den Zweiten Weltkrieg. Übersetzung ins Deutsche: Ursula Maria Ewald. TraumFänger Verlag Hohenthann, 2020. ISBN 978-3-941485-80-8. Mit dem vollständigen Wörterbuch des Navajo-Codes.
- Paul R. Platero: Diné bizaad bee naadzo: A conversational Navajo text for secondary schools, colleges and adults. Navajo Preparatory School, Farmington, NM 1986.
- Paul R. Platero,  Lorene Legah, Linda S. Platero: Diné bizaad bee na'adzo: A Navajo language literacy and grammar text. Navajo Language Institute, Farmington, NM 1985.
- Luci Tapahonso, Eleanor Schick: Navajo ABC: A Diné alphabet book.  Macmillan Books for Young Readers, New York 1995, ISBN 0-689-80316-8.
- Gary Witherspoon: Diné Bizaad Bóhoo'aah for secondary schools, colleges, and adults.  Navajo Language Institute. Farmington, NM 1985.
- Gary Witherspoon: Diné Bizaad Bóhoo'aah I: A conversational Navajo text for secondary schools, colleges and adults. Navajo Language Institute, Farmington, NM 1986.
- Alan Wilson: Breakthrough Navajo: An introductory course. The University of New Mexico, Gallup Branch, Gallup, NM 1969.
- Alan Wilson: Laughter, the Navajo way. The University of New Mexico at Gallup, Gallup, NM 1970.
- Alan Wilson: Speak Navajo: An intermediate text in communication. University of New Mexico, Gallup Bran, Gallup, NM 1970.
- Garth A. Wilson: Conversational Navajo workbook: An introductory course for non-native speakers. Conversational Navajo Publications, Blanding, UT 1995, ISBN 0-938717-54-5.

### Linguistische und sonstige Publikationen
- Adrian Akmajian, Steven Anderson, Steven: On the use of the fourth person in Navajo, or Navajo made harder. In: International Journal of American Linguistics. 36 (1), 1970, S. 1–8.
- Mary Helen Creamer: Ranking in Navajo nouns. In: Navajo Language Review. 1, 1974, S. 29–38.
- Leonard M. Faltz: The Navajo verb: A grammar for students and scholars. University of New Mexico Press, Albuquerque, NM 1998, ISBN 0-8263-1901-7 (hb), ISBN 0-8263-1902-5 (pbk).
- Nancy Frishberg: Navajo object markers and the great chain of being. In: J. Kimball (Hrsg.): Syntax and semantics. Vol. 1, Seminar Press, New York 1972, S. 259–266.
- Barbara F. Grimes (Hrsg.): Ethnologue: Languages of the world. 14. Auflage. SIL International, Dallas, TX 2000, ISBN 1-55671-106-9.
- Kenneth L. Hale: A note on subject-object inversion in Navajo. In B. B. Kachru, R. B. Lees, Y. Malkiel, A. Pietrangeli, S. Saporta (Hrsg.): Issues in linguistics: Papers in honor of Henry and Renée Kahane.  University of Illinois Press, Urbana 1973, S. 300–309.
- Harry Hoijer: Navaho phonology. In: University of New Mexico publications in anthropology. No. 1, 1945.
- Harry Hoijer: Classificatory verb stems in the Apachean languages. In: International Journal of American Linguistics. 11 (1), 1945, S. 13–23.
- Harry Hoijer: The Apachean verb, part I: Verb structure and pronominal prefixes. In: International Journal of American Linguistics.11 (4), 1945, S. 193–203.
- Harry Hoijer: The Apachean verb, part II: The prefixes for mode and tense. In: International Journal of American Linguistics. 12 (1), 1946, S. 1–13.
- Harry Hoijer: The Apachean verb, part III: The classifiers. In: International Journal of American Linguistics. 12 (2), 1946, S. 51–59.
- Harry Hoijer: The Apachean verb, part IV: Major form classes. In: International Journal of American Linguistics. 14 (4), 1948, S. 247–259.
- Harry Hoijer: The Apachean verb, part V: The theme and prefix complex. In: International Journal of American Linguistics. 15 (1), 1949, S. 12–22.
- Harry Hoijer: A Navajo lexicon. In: University of California Publications in Linguistics (No. 78). University of California Press, Berkeley 1970.
- James Kari: The disjunct boundary in the Navajo and Tanaina verb prefix complexes. In: International Journal of American Linguistics. 41, 1975, S. 330–345.
- James Kari: Navajo verb prefix phonology. Garland Publishing Co., 1976.
- Joyce. McDonough: The Navajo sound system. Kluwer Academic Publishers, Dordrecht 2003, ISBN 1-4020-1351-5 (hb), ISBN 1-4020-1352-3 (pbk).
- Gladys A. Reichard: Navaho grammar. In: Publications of the American Ethnological Society (Vol. 21). J.J. Augustin, New York 1951.
- Edward Sapir: Two Navaho puns. In: Language. 8 (3), 1932, S. 217–220.
- Edward Sapir, Harry Hoijer: Navaho texts. William Dwight Whitney series, Linguistic Society of America, 1942.
- Edward Sapir, Harry Hoijer: Phonology and morphology of the Navaho language. University of California Press, Berkeley 1967.
- Margaret Speas: Phrase structure in natural language. Kluwer Academic Publishers, 1990, ISBN 0-7923-0755-0.
- C. Leon Wall, William Morgan: Navajo-English dictionary. Hippocrene Books, New York 1994, ISBN 0-7818-0247-4. (Die Erstausgabe wurde 1958 vom U. S. Department of the Interior, Branch of Education, Bureau of Indian Affairs herausgegeben.)
- Anthony Webster: Coyote Poems: Navajo Poetry, Intertextuality, and Language Choice. In: American Indian Culture and Research Journal. 28, 2004, S. 69–91. (online)
- Gary, Witherspoon: Navajo categories of objects at rest. In: American Anthropologist. 73, 1971, S. 110–127.
- Gary, Witherspoon: Language and art in the Navajo universe. University of Michigan Press, Ann Arbor 1977, ISBN 0-472-08966-8, ISBN 0-472-08965-X.
- Sheldon A. Yazzie: Navajo for Beginners and Elementary Students. The University of North Carolina at Chapel Hill Press, Chapel Hill 2005.
- Robert W. Young: The Navajo verb system: An overview. University of New Mexico Press, Albuquerque 2000, ISBN 0-8263-2172-0 (hb), ISBN 0-8263-2176-3 (pbk).
- Robert W. Young, William Morgan Sr.: The Navajo language: A grammar and colloquial dictionary. University of New Mexico Press, Albuquerque 1987, ISBN 0-8263-1014-1. (Überarbeitete Ausgabe)
- Robert W. Young, William Morgan, Sally Midgette: Analytical lexicon of Navajo. University of New Mexico Press, Albuquerque 1992, ISBN 0-8263-1356-6, ISBN 0-8263-1356-6.